# Somphou
Somphou hay Som Phou (1486-1501), danh xưng hoàng gia là Samdach Brhat-Anya Chao Jumbuya Raja Sri Sadhana Kanayudha, là vua thứ 14 của Vương quốc Lan Xang, trị vì từ năm 1495 đến năm 1500 thì bị người chú ruột phế truất.
Somphou là con vua Lasenthai, sinh năm 1486, và năm 1495 kế vị cha làm vua. Hai năm đầu người chú là hoàng tử Laksana Vijaya Kumara phò tá ông. Khi lớn tuổi hơn (11 tuổi) nhà vua bắt đầu cố gắng nắm quyền kiểm soát quyền lực. Đến năm 1500 người chú phế truất ông, lên ngôi là Vua Visunharat Thipath. Ông chết năm 1501 và không có con.